# Giuseppe Verdi – Eine italienische Legende
Giuseppe Verdi – Eine italienische Legende (Originaltitel: Verdi) ist eine Filmbiographie in Form einer Miniserie aus dem Jahr 1982 über den Komponisten Giuseppe Verdi.

## Handlung

### Teil 1: Jugendjahre
Im Oktober 1813 freut sich Schankwirt Carlo Verdi über die Geburt seines Sohnes Giuseppe Francesco Fortunato. Giuseppe Verdis Geburtsort Le Roncole im Herzogtum Parma wird zu dieser Zeit von Napoleon Bonaparte und wenig später von der Herzogin Marie-Louise von Österreich regiert.
Als Giuseppe im Grundschulalter Interesse an Musik zeigt, erwirbt sein Vater für ihn ein Spinett. Giuseppe bekommt Unterricht vom Organisten des Ortes, den er bald an der Kirchenorgel vertreten kann. Zudem wird der Kaufmann Antonio Barezzi, der in Busseto, der Gemeinde von Le Roncole, ein Orchester betreibt, auf Giuseppe aufmerksam und vermittelt den Jungen an das Gymnasium von Busseto, wo dieser Unterricht von Ferdinando Provesi, dem Direktor der Musikschule, bekommt.
In seinen Jugendjahren dirigiert Verdi beim Geburtstag der Herzogin sowie später Hauskonzerte bei Barezzi und komponiert die Klagelieder des Jeremias, den musikalischen Vorläufer des Gefangenenchors aus seiner späteren Oper Nabucco. Bald wird er in den Haushalt der Barezzis aufgenommen. Nach anfänglichem Zögern schickt Barezzi ihn an das Mailänder Konservatorium, als er erfährt, dass Giuseppe und seine Tochter Margherita sich ineinander verliebt haben.
Nach Scheitern der Aufnahmeprüfung vermittelt Barezzi ihm Privatunterricht bei Vincenzo Lavigna, Musiker an der Mailänder Scala. Verdi studiert zeitgenössische Opern und entwickelt bald den Wunsch, Opernkomponist zu werden. Als in Busseto Verdis einstiger Lehrer Provesi stirbt, wird Verdi als sein Nachfolger angesehen. Obwohl sich im Ort Streitigkeiten um Verdi als Nachfolger entwickeln, setzt Verdi in Mailand seine Studien mit Barezzis finanzieller Unterstützung fort.
Nach seinem Studien vertont er sein erstes Libretto Rocester und kehrt nach Bosseto zurück. Er plant zunächst, eine Organistenstelle in Monza anzunehmen, bleibt aber um Barezzis willen auf Grund der Streitigkeiten im Ort und wird Kapellmeister. Er heiratet Margherita; wenig später wird Tochter Virginia geboren. Auf die Freuden über die Geburt von Sohn Icilio folgt die Trauer über den Tod von Virginia.
Im Jahr 1839 geht Verdi mit seiner Familie nach Mailand. Dort hat er mit seiner Oper Rocester aber erst Erfolg, als er sie zu Oberto umarbeitet und die Sängerin Giuseppina Strepponi sich für das Werk einsetzt; die Oper soll an der Scala unter Impresario Bartolomeo Merelli aufgeführt werden. Während letzter Umarbeitungen am Oberto stirbt Icilio.
Nach dem Erfolg der Premiere im Jahr 1839 erscheint der Oberto im Druck; Merelli gibt bei Verdi die komische Oper Un giorno di regno in Auftrag. Während der Kompositionsarbeiten leidet Verdi neben einer Angina auch an finanziellen Nöten und, ein Jahr später, an Margheritas Tod, die an einer Gehirnhautentzündung stirbt. Zermürbt von den privaten Schicksalsschlägen und dem Misserfolg von Un giorno di regno, fasst Verdi den Entschluss, das Komponieren aufzugeben.

### Teil 2: Erste Erfolge
Merelli kann den zunächst widerwilligen Verdi jedoch überzeugen, das Libretto zu Nabucco zu vertonen, nachdem Otto Nicolai den Auftrag abgelehnt hatte. Verdi kann Giuseppina Strepponi für die Rolle der Abigaille gewinnen.
Während der Proben stimmen alle Anwesenden begeistert in den Gefangenenchor ein. Strepponi hat Angst, bei der Premiere zu versagen, weil ihre Stimme wegen Überstrapazierung in der Vergangenheit bereits versagt hatte. Zwischen Verdi und der Sängerin entwickeln sich erste zarte Bande; beide scheuen sich aber zunächst, eine feste Beziehung einzugehen.
Doch die Premiere am 9. März 1842 wird zum grandiosen Erfolg, die Oper zum Symbol des Risorgimento. Verdi bekommt von Merelli einen großzügigen Vertrag; Strepponi wird seine Beraterin in Dingen des Operngeschäfts.
Verdi wird auf die Gesellschaften der Gräfin Clara Maffei eingeladen, wo die Lage des geteilten Italiens beklagt wird. Auf Grund des politischen Inhalts bekommt Verdis nächste Oper I Lombardi alla prima crociata Probleme mit der Zensur, wird aber ein weiterer Erfolg beim Publikum.
Als nächstes Projekt plant Verdi die Oper Ernani, die am Teatro La Fenice in Venedig aufgeführt werden soll, und besucht Busseto, wo Nabucco unter Mitwirkung von Strepponi inszeniert werden soll, deren Stimme sich inzwischen regeneriert hat. Als Verdi seine Eltern besucht, versucht Carlo Verdi, seinen Sohn vom Kauf eines Landguts zu überzeugen.

### Teil 3: Aufbruch und Rebellion
Auch die Oper Ernani wird bei ihrer Premiere ein Erfolg. In Mailand widmet Verdi sich mit Hilfe seines neuen, von Barezzi vermittelten Schülers Emanuele Muzio in dieser Zeit, auf Grund der harten Arbeit von Verdi als „Galeerenjahre“ bezeichnet, intensiv der Opernkomposition.
Seine Beziehung zu Giuseppina Strepponi wird immer enger. Während die Einwohner von Busseto fürchten, dass sich Verdi dadurch von seinem Heimatort entfremden könnte, greift dieser während seiner Arbeit an I due Foscari den Gedanken auf, mit seinen neu erworbenen finanziellen Mitteln ein Landgut in Roncole zu erwerben.
Verdis nächste Opern Giovanna d’Arco und Attila wecken patriotische Gefühle bei den Italienern. Mit Macbeth vertont Verdi erstmals eine Vorlage seines literarischen Idols Shakespeare und widmet die Oper seinem Förderer Barezzi.
In Paris zieht Verdi bei Giuseppina ein, die dort Gesangsunterricht gibt; zu seiner Erleichterung wird die Beziehung auch von seinem Schwiegervater Barezzi akzeptiert. Für eine Aufführung in der Pariser Oper bearbeitet Verdi I Lombardi zu Jérusalem; seine nächste Oper wird Il corsaro.
Doch eine baldige Rückkehr Verdis in seine Heimat zum Erwerb neuer Landgüter scheitert am Ausbruch der Revolution von 1848, die sich bald auch nach Italien ausbreitet. Unter anderem mit Opern wie La battaglia di Legnano und Les vêpres siciliennes unterstützt Verdi den italienischen Patriotismus und arbeitet mit dem Freiheitskämpfer Giuseppe Mazzini zusammen.

### Teil 4: Heimkehr
Jahre später kehrt Verdi mit Giuseppina nach Busseto zurück und bezieht mit ihr sein Anwesen Palazzo Caballi; Verdis Eltern leben von nun an auf dem Landgut Sant’Agata. Da Giuseppina in dem Ort keinen leichten Stand hat, kam sie ohne ihren elfjährigen Sohn Camillino. Barezzi steht ihr gegen die Anfeindungen bei.
Verdis nächste Oper wird Luisa Miller, die in Neapel uraufgeführt werden soll. Neben zahlreichen weiteren Opernaufträgen plant Verdi ebenfalls eine Oper nach Shakespeares König Lear, die jedoch unvollendet bleiben sollte, sowie Rigoletto nach Victor Hugo.
Doch wird die Oper von der Zensurbehörde abgelehnt, woran auch die Änderungsvorschläge von Librettist Piave nichts ändern können. Für Verdi sind die Änderungsvorgaben der Zensur am Libretto nicht akzeptabel. Die Zensur zeigt sich erst einverstanden, als die Hauptfigur von Triboulet in Rigoletto, die Handlung vom Pariser Louvre nach Mantua verlegt und der König in einen Herzog umgewandelt wird. Bei ihrer Premiere fällt die Oper durch ihre neue Entwicklung in Richtung Musikdrama sowie das Fehlen des von Verdi gewohnten Patriotismus auf.
Inzwischen wachsen zwischen Verdi und seinem Vater Meinungsverschiedenheiten über die Verwaltung des Landgutes Sankt’Agata; Verdi verlangt, dass seine Eltern das Gut verlassen, um es selbst zu verwalten, und droht sogar, das Landgut zu verkaufen und seine Heimat zu verlassen. Doch am Ende kommt es zu einer Einigung, in deren Rahmen Verdis Eltern ein nahe gelegenes Haus beziehen können und eine stattliche Rente bekommen.
Wenig später stirbt Verdis Mutter, und Verdi schreibt mit Il trovatore eine Oper mit einer Mutterfigur. Trotz widriger Umstände wie der Überschwemmung des Tibers am Premierenabend im Rom wird auch diese Oper ein Erfolg.

### Teil 5: Signora Verdi
Verdi wird mit dem Kreuz und dem Band der Ehrenlegion ausgezeichnet. Sein nächstes Opernprojekt wird La traviata nach Die Kameliendame von Alexandre Dumas d. J. Die Uraufführung wird jedoch, unter anderem wegen ihres ungewohnten Realismus, ein Misserfolg. Ein erster Erfolg stellt sich erst ein Jahr später in Venedig ein, als die Oper im Stil des 17. Jahrhunderts inszeniert wird.
Im Jahr 1855 reisen Verdi und Giuseppina nach Frankreich, wo Verdi für die Eröffnung der Pariser Weltausstellung die Oper Les vêpres siciliennes komponieren soll. Nach der Absicht von Graf von Cavour soll Verdis Oper die italienische Sache unterstützen; so soll die Errichtung einer Monarchie durch den französischen Kaiser Napoleon III. statt einer Republik den österreichischen Einfluss fernhalten. Verdi und Giuseppina werden von Kaiser Napoleon III. auf dessen Landgut Compiegne eingeladen.
Bei den Arbeiten zu den Opern Simon Boccanegra und Aroldo lernt Verdi den Dirigenten Angelo Mariani kennen. Das Libretto der Oper Un ballo in maschera ruft wegen eines auf der Bühne dargestellten Königsmordes die Zensur auf den Plan. Die von der Zensur geforderten Änderungen am Opernstoff bringen Verdi dazu, die Oper zurückzuziehen, die nun stattdessen in Rom aufgeführt wird.
Der Sardinische Krieg veranlasst Verdi, Heiratspläne zu schließen, damit Giuseppina versorgt ist, falls ihm etwas zustoßen sollte. Trotz der Kriegswirren um die Unabhängigkeit Italiens heiraten Verdi und Giuseppina in Collonges-sous-Salève.

### Teil 6: Melancholie
Nach der teilweisen Einigung Italiens wird Verdi auf Wunsch von Graf von Cavour Abgeordneter von Busseto, verliert aber bald das Interesse am politischen Handwerk. Auf Bitten des Sängers Enrico Tamberlick schreibt Verdi die Oper La forza del destino, die eine gemischte Aufnahme findet. Inzwischen formt sich um den Schriftsteller Arrigo Boito die Gruppe der Scapigliatura, die eine Erneuerung der italienischen Kunst fordert; Boitos Kritik macht Verdi nachdenklich.
Während Verdi einem Auftrag, seine Oper Macbeth umzuschreiben, nachkommt, stirbt sein Vater Carlo Verdi; Verdi und Giuseppina adoptieren Carlos Großnichte Filomena Maria. Wenig später stirbt auch Barezzi.
Für die Weltausstellung 1867 schreibt Verdi Don Carlos, die später durch Mariani ein Erfolg wird. Marianis Verlobte, die Opernsängerin Teresa Stolz, weckt bald Giuseppinas Eifersucht. Bei den Proben zu La forza del destino versöhnt sie sich mit Verdi.
Als im Jahr 1868 Gioachino Rossini stirbt, regt Verdi an, dass zu dessen Andenken die besten Komponisten Italiens eine Totenmesse komponieren sollen. Stattdessen führt Mariani in Rossinis Geburtsstadt Pesaro dessen Stabat mater auf, was zu Verstimmungen zwischen den beiden Musikern führt.

### Teil 7: Rivalitäten
Nach Eröffnung des Suezkanal sowie eines Opernhauses (mit Aufführung von Verdis Rigoletto), beauftragt der ägyptische Vizekönig Verdi mit der Komposition einer Oper mit einem altägyptischen Stoff. Kurz vor Vollendung der Oper Aida bricht der Deutsch-Französische Krieg aus, wodurch sich die Anlieferung der Dekorationen aus Paris verzögert. Auch fallen durch den Krieg einige für die Premiere in Frage kommende Dirigenten aus; zu Verdis Enttäuschung sagt auch Mariani ab. Die Proben mit Teresa Stolz wecken erneut Giuseppinas Eifersucht.
Als im Jahr 1873 der italienische Dichter Alessandro Manzoni stirbt, greift Verdi seinen Beitrag, den er ein Jahr zuvor für die Totenmusik für Rossini geschrieben hatte, wieder auf und komponiert daraus ein komplettes Requiem. Als Verdi mit dem Requiem auf Tournee geht, erfindet eine französische Tageszeitung eine Liebesgeschichte zwischen ihm und Teresa Stolz. Nach einem Streit reist Giuseppina alleine aus Paris nach Sankt’Agata zurück.
Wenig später wird Verdi zum Senator ernannt, Boito widmet ihm seine Oper Mefistofele, die inzwischen erwachsene Filomena heiratet. Verdi entschließt sich, nicht mehr zu komponieren, da man ihm vorwirft, Richard Wagner zu imitieren, doch veranstaltet er nach einer Überschwemmung der Po-Ebene Wohltätigkeitskonzerte mit seinem Requiem.
Als Verdi mit einer Aufführung des Vorspiels aus La traviata überrascht wird, lässt er sich überreden, wieder eine Oper zu komponieren. Boito verfasst ein Libretto zu Otello und überarbeitet das Libretto von Simon Boccanegra zwecks einer Überarbeitung der Oper, um Verdi zu einer Vertonung von Otello anzuspornen.

### Teil 8: Abschied
Nachdem ein Nachbar auf dem Feld verunglückt, lässt Verdi in Villanova sull’Arda nahe Busseto ein Krankenhaus bauen.
In der Erschütterung um den Tod von Richard Wagner in Venedig im Jahr 1883 stürzt Verdi sich in Arbeit und überarbeitet zunächst frühere Opern. 1886 ist der Otello schließlich vollendet. Die Premiere in der Scala wird ein voller Erfolg, Verdi wird Ehrenbürger von Mailand.
Wenig später entsteht Verdis letzte Oper Falstaff. Auch die Premiere dieser Oper im Jahr 1893 wird ein voller Erfolg für Verdi. Verdi komponiert die Quattro pezzi sacri und verbringt Kuraufenthalte mit Giuseppina; ferner gründet er in Mailand die „Casa di Riposa“, ein Altersheim für Musiker.
Im Jahr 1897 erkrankt Giuseppina an einer Lungenentzündung und stirbt wenig später. Verdi fühlt sich zu schwach, um an ihrer Beerdigung in Mailand teilzunehmen. Betrübt denkt er daran, dass schon so viele Menschen aus seinem Umfeld verstorben sind. Trotz allem kümmert er sich noch persönlich um die Bewirtschaftung von Sant’Agata und den Bau der „Casa di Riposa“.
Am 27. Januar 1901 stirbt Giuseppe Verdi im Mailänder Hotel Milano an einem Schlaganfall. Seinem letzten Wunsch gemäß, wird Verdi in aller Stille bestattet. Wenige Wochen später werden er und Giuseppina in die Gruft der „Casa di Riposa“ überführt.

## Auszeichnungen
Die Serie gewann im Jahr 1983 bei den CableACE Awards in der Kategorie Program Series – Documentary.